# Aplasta rubraria
Aplasta rubraria là một loài bướm đêm trong họ Geometridae.